# Helige Athanasios den stores kyrka, Zemun
Helige Athanasios den stores kyrka (serbisk kyrilliska: Храм Светог Атансија Великог; latinska: Hram Svetog Atansija Velikog) är en serbisk-ortodox kyrkobyggnad belägen i kommunen Zemun i Serbiens huvudstad, Belgrad.
Kyrkan är helgad åt Helige Athanasios den store och tillhör Belgrads och Karlovcis ärkebiskopsdöme.

## Historik
Marken där kyrkan står invigdes den 3 maj 2012 av Serbisk-ortodoxa kyrkans dåvarande patriark, Irinej. Kyrkans grund invigdes 30 augusti samma år.
Patriark Irinej invigde kyrkan den 3 mars 2019.